# 에릭 브래든
에릭 브래든(Eric Braeden, 1941년 4월 3일 ~ )은 미국의 배우이다, 태어난 한스 - 요 르그 구데(Hans-Jörg Gudegast)

## 출연 작품
- 타이타닉
- 크리미널 스쿼드 - 지기 제르휴슨 역